# Koh Ker
Koordinaten: 13° 47′ 13″ N, 104° 32′ 9″ O

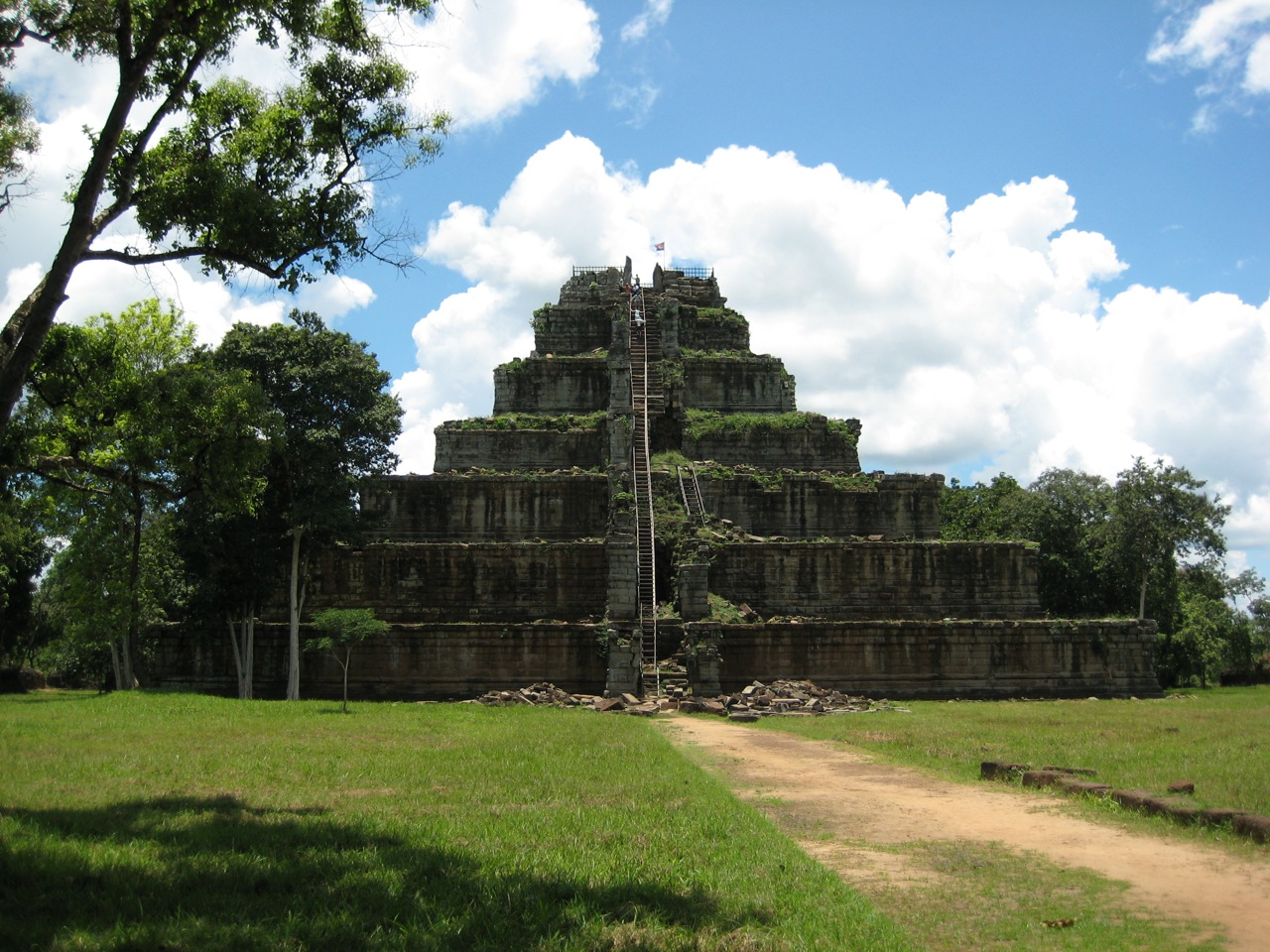
Die siebenstufige Pyramide in Koh Ker

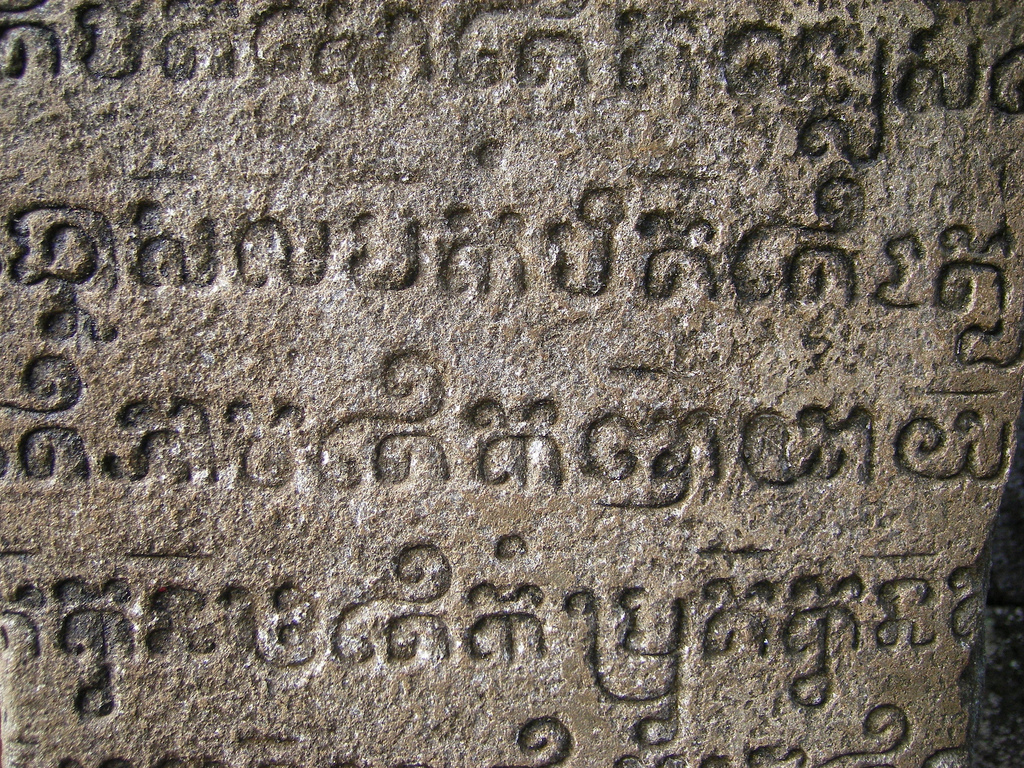
Inschrift in Khmerschrift

Koh Ker (Khmer: ប្រាសាទកោះកេរ) ist der moderne Name für eine ehemals bedeutende Stadt des Khmer-Reiches, die Lingapura (Stadt der Lingas) oder Chok Gargyar („Stadt des Glanzes“) genannt wurde. Sie liegt im Norden Kambodschas in einem dünn besiedelten Dschungelgebiet, rund 120 Kilometer von Siem Reap und Angkor entfernt. Auf einem Areal von 81 km2 wurden bisher über 180 Monumente entdeckt. Die meisten liegen versteckt im Wald, der teilweise noch stark vermint ist. Etwa zwei Dutzend Heiligtümer können gefahrlos besichtigt werden.
Unter den Khmer-Königen Jayavarman IV. und Harshavarman II. war Koh Ker kurzzeitig (von 928–944 n. Chr.) Hauptstadt des gesamten Imperiums. Jayavarman IV. (928–941) verfolgte in Koh Ker ein ehrgeiziges Bauprogramm, zu dem u. a. ein großes Wasserreservoir und zahlreiche Tempel zählten, darunter eine 36 m hohe, siebenstufige Pyramide.
In Koh Ker wurde der eigenständige „Koh-Ker-Stil“ entwickelt und die Bildhauerkunst erreichte einen fulminanten Höhepunkt. Wegen der abgeschiedenen Lage wurde der Ort immer wieder von Kunsträubern heimgesucht. Skulpturen aus Koh Ker sind in diversen Museen anzutreffen. Meisterwerke aus Koh Ker werden ab und zu auf Auktionen angeboten; aus heutiger Sicht handelt es sich größtenteils um Raubkunst.
Seit 2023 steht Koh Ker auf der Liste des UNESCO-Weltkulturerbes.

## Geographie
Koh Ker liegt zwischen den südlichen Ausläufern des Dangrek-Gebirges, den Kulen-Bergen (Phnom Kulen) im Südwesten und dem Phnom Tbeng im Osten. Die Region ist hügelig und zum größten Teil dicht bewaldet, wobei laubwerfende Bäume in der Überzahl sind. In der zweiten Hälfte des 19. Jahrhunderts, als französische Forscher und Abenteurer das Gebiet durchstreiften, gab es noch große Wildbestände. Die Stadt Koh Ker lag an der wichtigsten strategischen Straße des gesamten Khmerreiches, die von Angkor nach Beng Mealea zum Prasat Preah Vihear und weiter nach Phimai (im heutigen Thailand) und zum Wat Phu (im heutigen Laos) führte. Die Gegend ist relativ trocken. Im 9. und 10. Jahrhundert wurden zahlreiche Reservoirs und Kanäle gebaut, um die Wasserversorgung sicherzustellen. Heute wird Wasser mittels Pumpen aus rund 30 bis 40 Metern Tiefe gefördert.

## Geschichte
Koh Ker wurde erstmals 919 n. Chr. in einer Inschrift erwähnt und als Pura (Sanskrit für Stadt) bezeichnet. Bereits damals gab es in Koh Ker zahlreiche Heiligtümer.
Jayavarman IV.
Jayavarman IV. regierte wahrscheinlich als lokaler König über ein Gebiet, dessen Hauptstadt Koh Ker war, bevor er 928 zum König von Kambuja ausgerufen wurde. Das würde erklären, warum er das abgelegene Koh Ker als Metropole wählte und nicht wie seine Vorgänger in Roluos (Hariharalaya) oder Yasodharapura (Angkor) regierte. Jayavarman IV. demonstrierte seine Macht u. a. mit einem ehrgeizigen Bauprogramm, das er mittels repressiver Steuererhebungen verwirklichte. Rund vierzig Tempel, darunter die gewaltige Stufenpyramide, entstanden während seiner Regierungszeit (928–944) in Koh Ker. Die Bildhauerei erreichte während seiner Herrschaft einen künstlerischen Höhepunkt.
Die Frage, ob Jayavarman IV. ein Usurpator war, wird häufig diskutiert. Die Mehrzahl der Forscher betrachtet ihn jedoch als legitimen Herrscher. Jayavarman IV. kam dank der Heirat mit einer jüngeren Halbschwester von Yasovarman I. (889–900) an die Macht, da die Söhne dieses Königs ohne Nachkommen verstorben waren (Harshavarman I. regierte von 900–922, Isanavarman II. von 922–ca. 925).
Harshavarman II.
Nach dem Tod von Jayavarman IV. im Jahr 941 wurde nicht sein designierter Nachfolger König. Ein anderer seiner Söhne, Harshavarman II., riss die Herrschaft an sich. Während seiner kurzen Regierungszeit (941–944) wurden in Koh Ker keine weiteren Tempel errichtet. Ob Harshavarman II. eines natürlichen Todes starb, ist fraglich. Sein Cousin Rajendravarman II. trat die Nachfolge an und verlegte die Hauptstadt wieder nach Angkor.
Koh Ker nach 944
Obschon Koh Ker nicht mehr Hauptstadt des Khmerreiches war, entstanden nach 944 nachweislich weitere Bauten. Der letzte Tempel wurde zu Beginn des 13. Jahrhunderts errichtet und liegt östlich des Rahal-Baray. Er stammt von Jayavarman VII. (1181–1220) und war eine der über 100 Krankenhaus-Kapellen, die dieser Herrscher im ganzen Reich erbauen ließ.

## Forschungsgeschichte
19. Jahrhundert
Die Franzosen Lunet de Lajonquière und Etienne Aymonier besuchten Koh Ker in der zweiten Hälfte des 19. Jahrhunderts. Sie sahen den Haupttempel-Komplex, den Baray und eine Gruppe von Linga-Schreinen. Sie entdeckten u. a. eine acht bis neun Meter breite Chaussée (mehrere Teilabschnitte), von der sie vermuteten, dass sie einst von Koh Ker Richtung Wat Phu führte. Um 1880 reisten Mitglieder einer französischen Expedition nach Koh Ker und raubten zahlreiche Reliefteile und Statuen. Diese befinden sich heute im Musée Guimet in Paris.
20. Jahrhundert
Anfang des 20. Jahrhunderts erkannten Kunsthistoriker, dass in der ersten Hälfte des 10. Jahrhunderts in Koh Ker ein eigenständiger Stil entstanden war. Ungefähr zur gleichen Zeit schloss Georg Coedes aus Inschriften, dass Koh Ker während der Herrschaft von Jayavarman IV. (928–941) Hauptstadt des Khmer-Reiches war. In den 30er Jahren gelangte eine weitere französische Expedition nach Koh Ker. Die Gesamtzahl der entdeckten Monumente auf einem Areal von 35 km2 erhöhte sich auf rund fünfzig. Henry Parmentier fertigte eine Anzahl von meisterhaften Zeichnungen an. In den 70er Jahren, nach dem Ende der Schreckensherrschaft der Roten Khmer, wurden die Forschungsarbeiten in Koh Ker wieder aufgenommen (durch APSARA sowie französische, japanische und australische Wissenschaftler).
21. Jahrhundert
Zu Beginn des 21. Jahrhunderts wurde erkannt, dass nicht alle Monumente während der kurzen Periode, als Koh Ker Hauptstadt war, gebaut worden sein konnten. Die Ära der Erforschung aus der Luft (u. a. mit Hilfe von Satellitenbildern) begann auch in Koh Ker. 2004 wurde das schützenswerte Areal auf 81 km2 ausgedehnt. Japanische Forscher brauchten danach fünf Jahre, um 184 Monumente und deren präzise Lage zu beschreiben. Dem australischen Forscherteam um Damian Evans gelang es, die mehr als hundert Jahre alte Vermutung von Lajonquière zu bestätigen, dass einst eine Verbindungsstraße zwischen Koh Ker und Wat Phu bestand. Evans vertritt die Ansicht, dass dies die wichtigste strategische Route des gesamten Khmerreiches war.

## Religion
Die Stadt Koh Ker samt ihrer Umgebung war vermutlich schon lange ein hinduistischer Kultplatz, bevor sie 928 unter Jayavarman IV. Hauptstadt des gesamten Reiches wurde und in der Folge eine Blütezeit erlebte. Jayavarman IV. selbst war ein glühender Verehrer von Shiva, was Inschriften und zahlreiche Heiligtümer belegen. Während spätere Khmer-Könige (die nicht in Koh Ker residierten) sich dem Buddhismus zuwandten und entsprechende Änderungen an den Tempeln vornehmen ließen, blieb Koh Ker dank der abgeschiedenen Lage weitgehend von diesen Eingriffen verschont.

## Inschriften
Inschriften, auf denen Koh Ker als Hauptstadt erwähnt wird, wurden in Takeo, Kampong Cham, Siem Reap und Battambang gefunden. Aus Inschriften, die in Koh Ker entdeckt wurden, kann man schließen, dass über zehntausend Menschen in der kurzzeitigen Hauptstadt lebten. Die Inschriften erwähnen auch, wie die Arbeit im Reich organisiert war: Arbeitskräfte aus vielen Provinzen des Landes wurden mobilisiert, zu deren Versorgung Steuern in Form von Reis erhoben wurden. Eine Inschrift am Prasat Damrei (s. unten) besagt, dass der Schrein auf dem Staatstempel (Prang, s. unten) einen 4,5 m hohen Lingam beherbergte und die Aufrichtung dieses Shiva-Symbols etwelche Schwierigkeiten bereitete. Im Prasat Thom (s. unten) gibt es eine Sanskrit-Inschrift, die bezeugt, dass hier im Jahr 921 ein Shiva-Linga geweiht wurde, der unter dem Namen Tribhuvaneshvara („Lord of the Threefold World“ gem. Jacques, 2007) verehrt wurde.

## Stil von Koh Ker
Dem Koh Ker-Stil (921–944) zugerechnet werden nicht nur zahlreiche Monumente und Skulpturen, die in Koh Ker entstanden, sondern auch die Tempelanlagen Prasat Krahom und Baksei Chamkrong in Angkor.
Neu in der Architektur zur Zeit Jayavarmans IV. ist der Typus der Stufenpyramide, wie sie der Prang (s. unten) und der Baksei Chamkrong darstellen. Neu ist auch die Errichtung von mehreren ähnlichen Türmen auf einer gemeinsamen Plattform. In Koh Ker sind es jeweils drei Prasats, die in einer Reihe stehen (der Prasat Krahom in Angkor besitzt fünf Türme).
Die Bildhauer-Kunst erreichte in Koh Ker einen absoluten Höhepunkt. Erstmals in der Geschichte der Khmer-Kunst stehen die rundplastischen Skulpturen ohne Stützen frei im Raum. Sie sind auf allen Seiten detailreich und mit größter Sorgfalt gearbeitet. Die Figuren wirken oft äußerst dynamisch, wobei die Motive des Ringkampfs und des Tanzes besonders beliebt sind. Die Gesichtszüge sind sanft und edel und zeigen ein feines Lächeln. Die Türstürze der Tempel von Koh Ker weisen kunstvolle Reliefs mit üppigen Blattranken und manchmal zusätzlich ein Medaillon mit mythologischen Szenen auf. Die Lingas in den Prasats sind häufig rund zwei Meter hoch und sehr dick. Die dazugehörenden Yonis sind bis zu einen Meter hoch und reich mit ornamentalem und figürlichem Reliefschmuck verziert. Der größte Teil des figuralen Baudekors von Koh Ker befindet sich heute in Museen, z. B. im National Museum in Phnom Penh oder im Musée Guimet in Paris oder wurde geraubt.
Ausgewählte Skulpturen aus Koh Ker im Nationalmuseum von Phnom Penh
Im Eingangsbereich des National-Museums in Phnom Penh steht ein 2,13 Meter hoher Garuda aus dem Prasat Thom (s. unten). Ein Meisterwerk sind die ca. 80 cm hohen Torsos von zwei eng ineinander verschlungenen Ringern, die ebenfalls aus dem Prasat Thom stammen. Ursprünglich im Prasat Chen (s. unten) standen die 1,94 Meter großen, ringenden Affenkönige Valin und Sugriva (Figuren aus dem Ramayana).

## Historische Stadt Koh Ker
Das eigentliche Stadtgebiet von Koh Ker, in welchem zur Zeit Jayavarmas IV. zumindest zehntausend Menschen lebten, erstreckte sich nordwestlich des großen Wasser-Reservoirs (Rahal Baray). Einige Autoren erwähnen eine quadratische Stadtbefestigung mit einer Seitenlänge von 1,2 km; die meisten Forscher tendieren heute dazu, die linearen Strukturen, die teils parallel, teils rechtwinklig verlaufen, als Dämme von Kanälen zu betrachten. Das Haupt-Heiligtum von Koh Ker, der Tempel-Komplex Prasat Thom/Prang, stand nicht im Zentrum der einstigen Stadt. Von den im Khmerreich üblichen Holzbauten ist nichts erhalten geblieben.
Als Baumaterial fanden in Koh Ker Laterit, Sandstein und Ziegelstein Verwendung. Laterit und Sandstein von ausgezeichneter Qualität waren in der Region in großen Mengen vorhanden; somit entfielen lange Transportwege. Die verwendeten Ziegel sind klein, regelmäßig und sehr dicht. Eine dünne Schicht von organischem Material, dessen Zusammensetzung nicht restlos geklärt ist, wurde als Mörtel verwendet. Die Ziegelbauwerke in Koh Ker überdauerten die Jahrhunderte weit besser als jene aus Laterit. Die Dächer von einigen Tempeln in Koh Ker besaßen ein Holztragwerk und waren mit Ziegeln gedeckt, worauf die in den Stein gebohrten Löcher für die Tragbalken hinweisen.

## Wasser-Reservoirs
Der Baray (Wasserreservoir), Rahal genannt, ist das größte Objekt auf dem Gelände der kurzzeitigen Khmer-Hauptstadt. Er misst 1200 m × 560 m und wurde aus dem natürlichen Felsgrund gearbeitet. Er besitzt drei Dämme, die mit Laterit-Stufen verkleidet sind. Der Rahal ist nicht wie die Barays von Angkor von Osten nach Westen ausgerichtet, sondern zeigt eine Nord 15° West-Orientierung, der auch die bedeutendsten Monumente in Koh Ker folgen. Daraus lässt sich schließen, dass mit dem Bau des Baray zuerst begonnen wurde. Ob eine bestehende Bodensenke oder andere Gründe für diese Ausrichtung ausschlaggebend waren, ist nicht restlos geklärt. Heute ist der Rahal Baray größtenteils ausgetrocknet und von Gras und Bäumen bewachsen. Einzig die Ecke, die den Hauptmonumenten am nächsten liegt, weist auch in der Trockenzeit kleinere Wasserflächen auf.
In der Umgebung von Koh Ker gibt es weitere Reservoirs von kleinerer Dimension als der Rahal. Der „Sra Andong Preng“ liegt südlich des Prasat Thom. Er ist in den Boden eingelassen, besitzt Laterit-Stufen und ist keinem Tempel zuzuordnen. Da der (hölzerne) Palast von Jayavarman IV. in dieser Gegend lag, könnte es sich beim Sra Andong Preng um ein königliches Bad handeln. In der Regenzeit steht hier das Wasser bis zu sieben Meter hoch.
Der Trapeang Khna liegt südlich des Rahal neben dem Prasat Khna. Das künstliche, etwa 40 Meter lange, unregelmäßig geformte Sandsteinbecken weist (an den äußeren Schmalseiten des Randes) Reliefs mit einzigartigen Motiven auf. Neben Lingas und Yonis sind Planeten-Gottheiten sowie seltene Tiere wie Delphine, Seekühe und Warane dargestellt. Irawadidelfine kann man heute noch im Mekong beobachten; Seekühe lebten früher u. a. im Tonle-Sap-See. Das Becken des Trapeang Khna und die nähere Umgebung sind üppig mit Pflanzen bewachsen, sodass es nicht einfach ist, die Reliefs zu finden.

## Schreine und Tempel

### Hauptheiligtum Prasat Thom/Prang
Linearer Plan
Der Tempel-Komplex Prasat Thom/Prang folgt einem linearen Plan, was in der Architektur der Khmer, die konzentrische Anlagen favorisierte, sehr selten ist (ein weiteres Beispiel mit linearem Grundriss ist der Prasat Preah Vihear). Lajonquière und Parmentier sahen die Haupttempel-Gruppe in einem weit besseren Zustand, als diese sich heute präsentiert. Ihre Beschreibungen (von 1902, resp. 1939) helfen uns, die Anlage zu verstehen. Die Zufahrtsstraße endet beim Besucher-Parkplatz, der die lineare Anlage zerschneidet. Rechterhand liegen die beiden sogenannten Paläste. Auf der linken Seite befinden sich (hinter den Restaurants) die anderen Strukturen des Tempel-Komplexes: der Eingangspavillon, zwei Türme, der Prasat Krahom, der ummauerte Bezirk mit dem Wassergraben, dem Prasat Thom und dem Prang sowie der „Elefantenhügel“. Die Achse des Komplexes erstreckt sich nicht präzis von Osten nach Westen, sondern steht rechtwinklig zur Hauptachse des Baray (15° NNW) was 15°ONO entspricht. Die Gesamtlänge der Anlage beträgt mehr als 800 Meter.
Paläste
Der Nord- und der Südpalast sind einander sehr ähnlich. Beide bestehen aus vier verschieden langen, rechteckigen Gebäuden, die um einen Hof angeordnet sind. Jedes der insgesamt acht Gebäude ist in einen großen und zwei kleine Innenräume unterteilt. Zwei Gebäude jedes Palastes besitzen Vorhallen mit Pfeilern. Es wird vermutet, dass die Paläste dem König oder Ehrengästen als Andachts- oder Aufenthaltsräume dienten. Zwischen den beiden Palästen und dem nächstfolgenden Monument liegt eine Distanz von 185 m.
Eingangs-Pavillon und Laterit-Türme
Ein gewaltiger Gopuram aus Sandstein mit kreuzförmigem Grundriss steht rund 45 Meter vor dem Doppelheiligtum. Der Querbalken des Kreuzes misst über 60 Meter, der Längsbalken 30 Meter. Parallel zum Querbalken stehen zwei lange Hallen (Vorläufer der späteren Galerien), sodass der Eindruck eines doppelt angelegten Querbalkens entsteht. Direkt hinter dem stark zerfallenen Gopuram stehen die Überreste von zwei großen Laterit-Türmen.
Prasat Krahom
Hinter den beiden Laterit-Türmen steht der Prasat Krahom, der seinen Namen der Farbe der Ziegel verdankt, aus denen er erbaut ist (krahom, „rot“). Der Prasat Krahom gewährt einerseits Einlass in den ummauerten Bezirk und ist andrerseits ein eigenständiger Tempel von eindrücklicher Größe. Er besitzt einen kreuzförmigen Grundriss und präsentiert sich in einem guten Zustand. Einst beherbergte er eine rund 3,50 m große Statue des Tanzenden Shiva mit fünf Köpfen und zehn Armen. Die Skulptur wurde vollständig zerstört (im National Museum in Phnom Penh befindet sich ein Hand-Fragment von 50 cm Länge).
Äußere Umfriedung
Der langgezogene äußerste Mauerring (3. Mauerring) erstreckt sich über eine Länge von 328 Metern und eine Breite von 151 Metern. Eine Quermauer unterteilt den umfriedeten Bezirk in zwei Höfe. Der östliche Hof ist mit 157 Metern Länge und 151 Metern Breite nahezu quadratisch. Der westliche Hof ist 171 Meter lang.
Wassergraben
Im östlichen Hof umrahmt ein circa 47 Meter breiter, von Bäumen gesäumter Wassergraben die komplexe Anlage des Prasat Thom. Der Zugang zum Tempelareal erfolgt über zwei Dämme, von denen sich einer auf der Ost-, der andere auf der Westseite befindet. Beide sind von Naga-Balustraden flankiert. Der östliche Damm besitzt zusätzlich eine Kolonnade aus Pfeilern, die sich zwischen den Naga-Balustraden erstreckt. Hinter den Nagas des östlichen Dammes standen ursprünglich riesige Garudas (s. ausgewählte Skulpturen).
Prasat Thom
Der Prasat Thom (was großes Heiligtum bedeutet) liegt im östlichen Hof innerhalb des Wassergrabens. Die Strukturen der gesamten Tempelanlage befinden sich in einem schlechten Zustand. Der Tempel besitzt zwei konzentrische Mauern. Der 1. (innere) Mauerring ist aus Ziegelstein gebaut; der 2. (äußere) Mauerring ist aus Laterit und ca. 60 Meter lang und 55 Meter breit. Die Tore beider Mauerringe befinden sich auf der Ost und auf der Westseite. Die Tore der äußeren Mauer besitzen einen kreuzförmigen Grundriss. Die Fläche zwischen dem 1. und dem 2. Mauerring ist fast komplett von rechteckigen Strukturen besetzt, die wahrscheinlich später hinzugefügt wurden. Im innersten Bezirk stehen das zentrale Heiligtum, zwei sogenannte Bibliotheken und 21 Türme. Neun Türme erheben sich auf einer gemeinsamen Plattform, fünf in der ersten und vier in der zweiten Reihe. Rund um die Plattform stehen in Dreiergruppen insgesamt zwölf weitere, kleinere Türme. Alle Prasats enthielten ursprünglich Lingas. Eine Inschrift besagt, dass der Haupt-Lingam im Jahre 921 geweiht wurde.
Prang
Der Prang, die siebenstufige* Pyramide aus Sandstein (fälschlicherweise oft Prasat Thom genannt), gleicht weit mehr den Pyramiden in Mittelamerika (z. B. Teotihuacán oder Chichén Itzá), als den mehrstufigen Tempelbergen der Khmerzeit (dem Prang ähnlich ist nur der Baksey Chamkrong in Angkor). Mit dem Bau des Tempels wurde 928 begonnen; er gilt als Staatstempel von Jayavarman IV. Die Basiskanten der quadratischen Stufenpyramide messen 62 m, die heutige Höhe beträgt 36 m. Auf der obersten Plattform des Monuments stand ursprünglich ein Schrein, der einen gewaltigen Lingam (Symbol des Staatsgottes Shiva) beherbergte. In Inschriften heißt es, dieser Lingam sei der größte und prachtvollste von allen. Einzig auf der Ostseite gibt es eine äußerst steile Treppe, die sich in einem desolaten Zustand befindet. Die ursprüngliche Steintreppe und die darüber angebrachte Metallleiter sind derart beschädigt, dass während Jahren ein Zutrittsverbot angebracht werden musste. Seit 2015 ermöglicht eine komfortable Holztreppe das Besteigen der Pyramide. *Einige Forscher bezeichnen das Monument als sechsstufig und betrachten die siebte Stufe als Podest für den (nicht mehr vorhandenen) Schrein, der einst den Lingam beherbergte. Dieses Podest (die 7. Stufe) war an den Außenseiten mit Garuda-Reliefs geschmückt.
Grab des Weißen Elefanten
Hinter der Stufenpyramide erhebt sich außerhalb der Umfassungsmauer ein kreisrunder, künstlicher Hügel, das sogenannte „Grab des Weißen Elefanten“. Möglicherweise handelt es sich um den Kern eines weiteren Monuments. Diskutiert wird auch, ob es sich um die Grabstätte von Jayavarman IV. handeln könnte. Der Hügel ist mit Buschwerk und Bäumen bewachsen. Der schmale Pfad, der auf die Anhöhe führt, wurde aus Sicherheitsgründen gesperrt.

### Monumente an der Zufahrtsstraße
Prasat Pram
Der Prasat Pram, die südlichste der zugänglichen Tempelanlagen, liegt auf der linken Seite der Zufahrtsstraße, von der ein ca. 300 m langer Pfad zum Heiligtum führt. Innerhalb einer Umfassungsmauer stehen fünf Prasats (pram, „fünf“). Drei Ziegeltürme stehen auf einer gemeinsamen Plattform. Nur wenige Schritte vor dem ersten und dritten Turm, aber neben der Plattform, stehen zwei weitere Prasats. Der kleinere, nördliche ist aus Laterit, der südliche aus Ziegeln erbaut. Im oberen Bereich des Ziegelturms sind deutlich kleine, rautenförmige Öffnungen zu erkennen, ein Indiz dafür, dass hier das Heilige Feuer aufbewahrt wurde, das in den Kulten der Khmer eine bedeutende Rolle spielte. Deutlich zu erkennen ist, dass die vier gut erhaltenen Ziegeltürme ursprünglich mit einer weißen Schicht überzogen waren. Leider wurden die üppig dekorierten Türstürze von Kunsträubern abgeschlagen. Im Nationalmuseum in Phnom Penh befinden sich zwei Artefakte aus dem Prasat Pram: die Überreste einer Löwenstatue und Fragmente eines stehenden, vierarmigen Vishnu.
Prasat Neang Khmau
Dieses Heiligtum liegt ungefähr 500 Meter nach dem Prasat Pram auf der rechten Straßenseite. Eine Lateritmauer umgibt den gut erhaltenen Turm aus dem gleichen Material. Im Innern steht noch der Original-Linga auf einer Yoni.
Prasat Bak
Etwa 1000 Meter nördlich des Prasat Pram und auf der linken Seite der Straße steht der Prasat Bak. Der nur 5 m × 5 m messende Laterit-Tempel befindet sich in einem desolaten Zustand. Zumindest bis 1960 beherbergte er eine kolossale Statue von Ganesh, dem elefantenköpfigen Sohn von Shiva und Uma. Diese Skulptur befindet sich heute in einer Privatsammlung außerhalb von Kambodscha.
Prasat Chen
Nördlich des Prasat Bak stehen die Ruinen des Prasat Chen. Alle Teile der Tempelanlage sind aus Laterit. Die drei Türme, von denen der mittlere die anderen überragt, stehen auf einer gemeinsamen Plattform. Sie sind von zwei konzentrischen Mauern umgeben. Die eindrückliche Riesen-Skulptur mit zwei ringenden Affenkönigen, die im National-Museum in Phnom Penh ausgestellt ist, befand sich ursprünglich in diesem Heiligtum. Aufgrund der Haarfrisur der Affenkönige, die an chinesische Haartrachten erinnert, erhielt die Anlage den Namen Prasat Chen (chen, „Chinese“). Zu Beginn des 21. Jahrhunderts wurde vor dem Zentralturm ein Fragment einer vielarmigen Vishnu-Statue entdeckt. Im Prasat Chen wurden fünf Inschriften gefunden. In diesen werden die Namen der Personen aufgezählt, die im Tempeldienst standen.

### Monumente am Rundkurs
Die auf Anregung von Archäologen erbaute Straße beginnt beim Parkplatz, führt rund um den Rahal Baray und mündet in die Zufahrtsstraße. Der Rundkurs ermöglicht den Zugang zu den meisten Heiligtümern, die für Besucher freigegeben sind. Nahe der Nordost-Ecke des Rahal standen ursprünglich vier Linga-Schreine, von denen die ersten zwei relativ gut erhalten sind.
Prasat Balang (Prasat Leung Moi)
Linga 1: Der nördlichste Schrein dieser Gruppe steht auf einer Plattform und besitzt eine gedrungene Würfelform mit offenem Dach. Er ist aus Sandstein-Blöcken erbaut und beherbergt einen ca. zwei Meter großen, unversehrten Linga, der mehrere Tonnen wiegt und auf einer Yoni steht. Linga und Yoni sind aus dem gewachsenen Fels gehauen. Die kunstvollen Reliefs an den Seitenwänden der Yoni wurden abgeschlagen, ebenso die vier Garudas in den Ecken, die mit ihren erhobenen Armen die Yoni zu tragen schienen. Zwischen der Yoni und den Wänden des Schreines gibt es Platz für wenige Personen. Dieser war wohl für die Priester bestimmt, die für die Kulthandlungen verantwortlich waren. Durch das Begießen des Linga mit Wasser wurde dieses geweiht. Es wurde von der Yoni aufgefangen und auf der Nordseite über einen Ausguss (der heute noch sichtbar ist) ins Freie geleitet.
Prasat Thneng (Prasat Leung Pee)
Linga 2: Der zweite Linga-Schrein ist dem ersten sehr ähnlich. Der Linga, von ähnlicher Dimension wie im ersten Schrein, weist an der Basis eine gewaltige Kerbe auf, die vermutlich von Kunsträubern stammt. Die Yoni ist stark beschädigt.
Leung Bye
Linga 3: Vom Schrein ist nichts erhalten. Der mehr als zwei Meter große Linga liegt umgestürzt auf der zerbrochenen Yoni.
Prasat Leung Bon
Linga 4: Auf der andern Straßenseite steht der Prasat Leung Bon, ein Turm aus großen Sandstein-Blöcken. Hinter diesem liegen die Trümmer eines Gopuram. Im Turm befindet sich ein großer, zerstörter Linga; zudem wurde die Yoni-Basis ihres Relief-Schmucks beraubt.
Prasat Andong Kuk (Prasat Sralau)
Dieses von einer Mauer umgebene Monument zeigt die gleiche Architektur wie die Krankenhaus-Kapellen, die Jayavarman VII. im XIII. Jh. im ganzen Khmerreich erbauen ließ, was darauf hinweist, dass Koh Ker im XII. Jh. noch eine bewohnte Stadt war. Im zentralen Schrein des stark zerstörten Heiligtums steht ein großer Linga aus einer früheren Periode. Der Prasat Andong Kuk wurde zum Teil aus Elementen erbaut, die von älteren Tempeln stammen; sogar Steine mit Sanskrit-Inschriften fanden so eine neue Verwendung.
Prasat Krachap
Dieses große, stark zerstörte Heiligtum, gilt als eines der schönsten in Koh Ker. Es wurde 928 eingeweiht und besitzt zwei konzentrische Mauern, von denen die äußere 105 m × 105 m misst. Auf einer Plattform im Innern, die kaum mehr erkennbar ist, standen einst fünf Ziegeltürme in Quincunx-Stellung. Der prächtige Gopuram besaß ursprünglich ein Dach aus einer Holzkonstruktion (was Löcher im Stein belegen) und Ziegeln. Zwei Reliefs, die Shiva auf Nandi, seinem Reittier darstellen, sind in diesem Monument zu finden, ebenso eine Inschrift.
Prasat Bantey Pee Chean
Der Prasat Bantey Pee Chean, der 937 fertiggestellt wurde, befindet sich in einem ruinösen Zustand. Er besitzt zwei konzentrische Umfassungsmauern; die äußere misst 105 m × 105 m. Der Laterittempel im Zentrum, zu dem Bibliotheken und eine lange Galerie gehören, war von acht kleineren Heiligtümern aus Ziegelsteinen umgeben, von denen nur wenig erhalten blieb.
Prasat Chrap
Dieser Tempel besitzt zwei konzentrische Umfassungsmauern. Drei große Laterittürme, die in einer Reihe stehen, erheben sich im Zentrum. Vor diesen finden sich die Überreste von zwei Prasats aus Ziegelstein.
Prasat Damrei
Südlich des Rahal Baray gelegen, befindet sich auf der rechten Seite der Piste innerhalb einer Umfassungsmauer der Prasat Damrei, ein Schrein aus Ziegelstein von 6 m Seitenlänge. Vier von Löwen flankierte Treppen führen zum Heiligtum, in dessen Ecken ursprünglich je ein Elefant aus Sandstein wachte; leider sind nur zwei dieser Skulpturen erhalten.
Prasat Krahom
Dieser kleine Tempel aus Ziegelstein (nicht zu verwechseln mit dem gleichnamigen Prasat im Hauptheiligtum) steht westlich des Prasat Damrei. Der oberste Teil ist in zwei Teile gespalten.

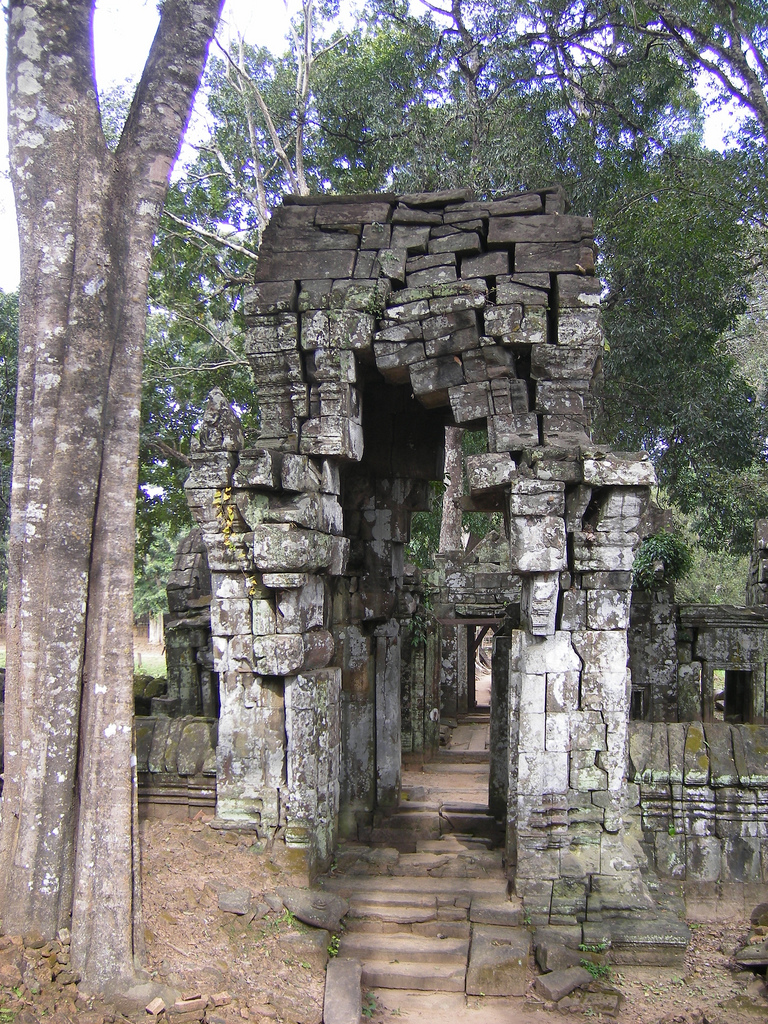
Tor in Koh Ker